# De Mencius
De Mencius (Mengzi) is een verzameling uitspraken van de Chinese filosoof Mencius. Het werk stamt uit de tweede helft van de 4e eeuw v.Chr., maar werd pas sinds de Song-dynastie gerekend tot de Confucianistische Klassieken. Het boek maakt verder deel uit van de Vier Boeken van het Confucianisme, de door Zhu Xi in 1190 samengestelde inleiding op wat later het Neo-confucianisme werd genoemd.

## Ontstaan

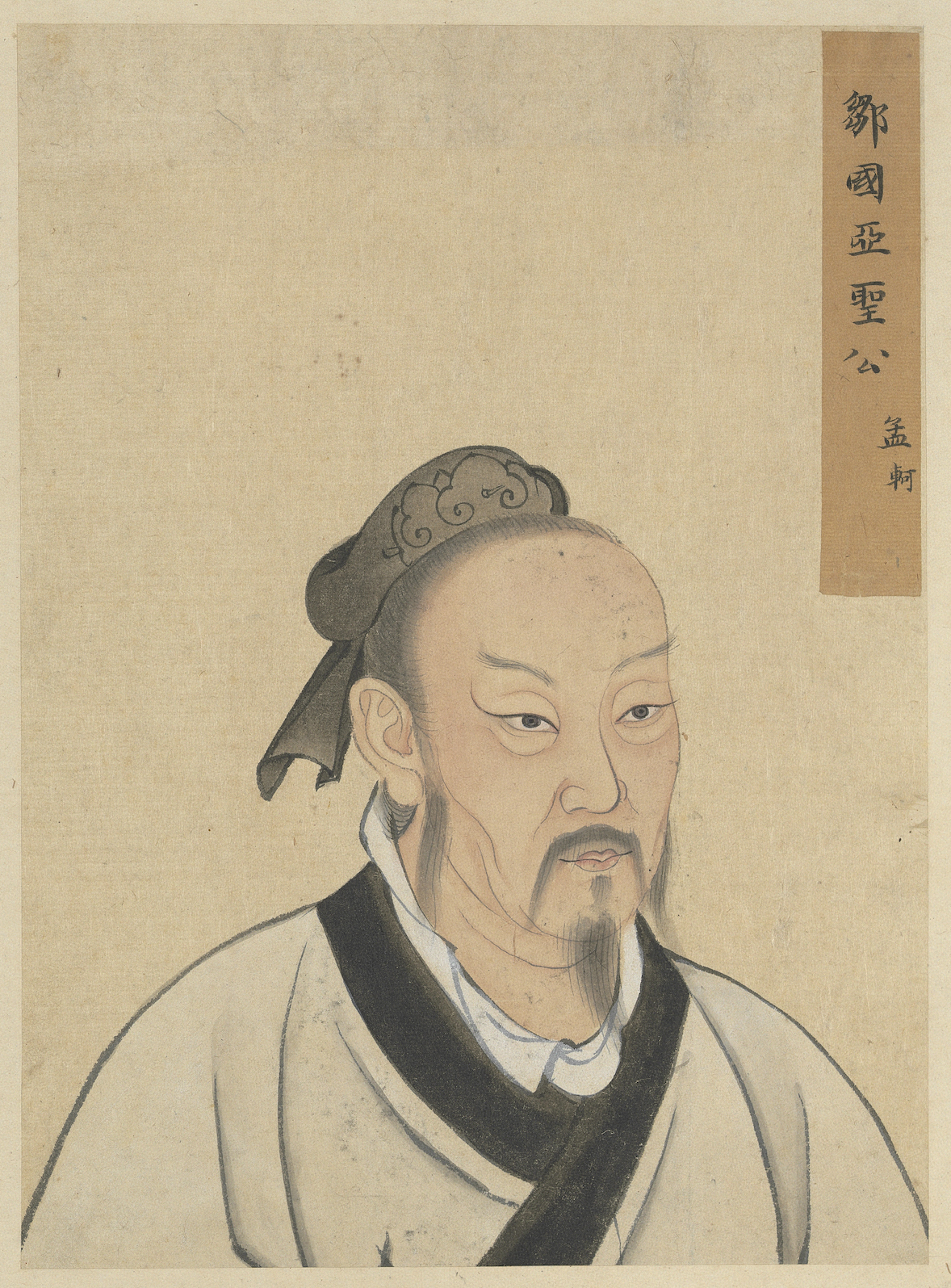
Portret van Mencius, afkomstig van het 'Nationaal Paleis Museum', Taipei, Taiwan.

Volgens hoofdstuk 74 van de Shiji had Mencius het werk aan het eind van zijn leven geschreven met behulp van zijn leerling Wan Zhang (萬章) De Mencius bestond oorspronkelijk uit zeven pian. Volgens het bibliografische hoofdstuk van de Hanshu en gebaseerd op de Zeven samenvattingen, bestond de Mencius uit elf hoofdstukken. Gedurende de vroege Han-tijd waren er vier hoofdstukken toegevoegd, maar die zijn later weer verwijderd door Zhao Qi (趙歧, ...-201 na Chr.), de oudst bekende commentator. Zij hielden volgens hem geen verband met de andere zeven hoofdstukken en waren vervalsingen uit een latere tijd. De titels van deze vier hoofdstukken zijn overgeleverd als De goedheid van de menselijke natuur, Verklaring van uitdrukkingen, Boek van de kinderlijke piëteit en Manier van regeren, maar op vier citaten na zijn de hoofdstukken zelf volledig verloren geraakt.
Zhao Qi vermeldde ook dat tijdens de regering van keizer Wendi (regeerde 180-157 v.Chr.) zeer geleerden ('boshi', 博士, geleerden van de hoogste rang) benoemd werden voor de Mencius (net als voor de Lunyu, Xiaojing en Erya). Volgens hem bleef de Mencius gespaard van de door Qin Shihuangdi bevolen boekverbranding. Dit werd later bestreden door de historicus Ma Duanlin (馬端臨, 1245 – 1322). In ieder geval behoort het werk tot de best bewaard gebleven teksten uit de periode van de Strijdende Staten.

## Betekenis
Ondanks de belangstelling die er sinds de Han-tijd voor het werk bestond, werd de Mencius pas sinds de Song-tijd gerekend tot de dertien Confucianistische Klassieken. Het oudste nog bestaande sub-commentaar (shu, 疏) op het commentaar van Zhao Qi werd traditioneel toegeschreven aan Sun Shi (孫奭, 962-1033), maar zou volgens Zhu Xi eigenlijk geschreven zijn door Cai Yuanding (蔡元定, 1135-1198). Die werd door Zhu Xi bekritiseerd omdat het meer een commentaar op Zhao Qi betrof dan op de Mencius zelf.
Zhu Xi nam de Mencius in 1190 op in de Vier Boeken, zijn inleiding op het Confucianisme. Sinds 1313 diende iedereen die mee wilde doen aan de ambtenarenexamens die vier boeken te bestuderen. Zijn eigen Commentaar op de Mencius, ('Mengzi jizhu', 孟子集注) werd in 1415 integraal aan de leerstof toegevoegd. De Mencius in de neoconfucianistische interpretatie van Zhu Xi verkreeg hierdoor een vooraanstaande positie in de confucianistische canon en heeft die positie tot 1905 behouden.

## Indeling
Vanwege de lengte verdeelde Zhao Qi elk van de zeven hoofdstukken in twee delen van ongeveer gelijke omvang, een indeling die sindsdien gehandhaafd bleef. De titels van de eerste zes hoofdstukken bestaan uit de naam van de persoon die aan het begin van het betreffende hoofdstuk werd genoemd. Het laatste hoofdstuk, met als titel Uitputting van zijn gehele hart bestaat uit een groot aantal korte aantekeningen en herinneringen die later door leerlingen van Mencius zijn toegevoegd.
De titels van de hoofdstukken zijn:
| Hoofdstuk | Titel                 |
| --------- | --------------------- |
| 1A-1B     | Liang Huiwang, 梁惠王 |
| 2A-2B     | Gongsun Chou, 公孫丑  |
| 3A-3B     | Teng Wengong, 滕文公  |
| 4A-4B     | Li Lou, 離婁          |
| 5A-5B     | Wan Zhang, 萬章       |
| 6A-6B     | Gaozi, 告子           |
| 7A-7B     | Jin Xin , 盡心        |

## Inhoud
De Mencius bevat dialogen die Mencius had met vorsten, hoge functionarissen, leerlingen, vrienden en filosofische tegenstanders.
De eerste twee hoofdstukken staan in chronologische volgorde en omvatten de periode tussen 320 en 314 v.Chr. Zij bevatten gesprekken die Mencius had met twee vorsten van Wei, koning Huicheng (慧成, 344-319 v.Chr.) en koning Xiang (襄, 318-296 v.Chr.). Wei was in 403 v.Chr. ontstaan uit Jin, toen die staat uiteenviel in drie delen. Koning Hui was bijzonder geïnteresseerd in gebiedsuitbreiding. Volgens Mencius moest de vorst echter vooral zorgen voor het welzijn van zijn volk door niet te zware belastingen en andere economische maatregelen.

## Vertalingen
- Leeuw, Karel van der, Mencius. Inleiding, vertaling en commentaar, Budel (Damon) 2008, ISBN 978-90-557-36904.

Verscheen voorjaar 2008 en vervangt daarmee:
Leeuw, Karel van der, Confucianisme. Een inleiding in de leer van Confucius, Amsterdam (Ambo) 2006, ISBN 90-263-18057, pp. 63-87 (hoofdstuk 3 'Mencius over de menselijke natuur').
- Lau D. C. (Dim Cheuk), Mencius (translated [from the Chinese] with an introduction by D. C. Lau), Harmondsworth (Penguin) 1970 ISBN 0-14-044228-6.

Deze vertaling bevat een uitgebreide inleiding en toevoegingen over de bronnen, de tekst en het leven van Mencius. Tevens zijn artikelen toegevoegd over de visie van Mencius op de oude geschiedenis en het gebruik van analogieën als methode van redenering door Mencius.
Herziene tweetalige en tweedelige editie: Hong Kong (Chinese University Press) 1984, deel 1: ISBN 962-201-301-5; deel 2: ISBN 962-201-313-9.
- Legge, James, 'The works of Mencius' in: The Chinese classics with a translation, critical and exegetical notes, prolegomena, and copious indexes, vol. 2, London (Trübner & Co) 1861.

Herziene tweede druk: Oxford (At the Clarendon Press) 1895.
Herdruk van deze tweede druk: New York (Dover Publications) 1970, ISBN 0-486-26375-4.
- Dobson, William A.C.H., Mencius. A new Translation. Arranged and Annotated for the General Reader by W.A.C.H. Dobson, Toronto (University of Toronto Press), 1963.

Dobson heeft de tekst gerangschikt naar thema's en wijkt daarmee af van de traditionele, in feite willekeurige, indeling.